# Bulovský potok
Bulovský potok (německy Bullendorfer Bach) je vodní tok tekoucí ve Frýdlantském výběžku v Libereckém kraji. Pramení na severním úpatí vrchu Humrich (513 m n. m., něm. Humrich), v lese mezi Bulovským kopcem (444 m n. m., něm. Steinberg) a Humrichem a odtud teče jihozápadním směrem. Po asi třech kilometrech toku se ostře lomí k severu a v tomto směru setrvává, až dosáhne prvních domů vesnice Bulovka. Následně západním směrem sleduje trasu silnice III/2914 a podél ní opouští Bulovku a vtéká do Arnoltic. Zde se do něj levostranně vlévá Arnoltický potok, následně podchází silnici I/13 a pokračuje dále směrem k západu sledujíce místní komunikaci ve vesnici. Na konci vesnice se stáčí k severu a levostranně se do něj vlévá Bílý potok. V Poustecké oboře přijímá další dva levostranné přítoky - nejprve tři bezejmenné lesní potůčky a následně Rybí potok. V západní části Poustecké obory, v místech zvaných U lovecké chaty, se Bulovský potok opět stáčí k západu, z jižní strany obtéká vrchol Kamenáč (303 m n. m.) a pokračuje severním směrem až k vesnici Předlánce, v níž se za mostem, kterým přes potok přechází silnice III/0357, do Bulovského potoka pravostranně vlévá Pertoltický potok. Za soutokem se tok stáčí k západu, až dosahuje řeky Smědé, do níž se vlévá.